# Selección femenina de fútbol de Islandia
La Selección femenina de fútbol de Islandia representa a Islandia en las competiciones internacionales de fútbol femenino. Forma parte de la FIFA y la UEFA y la organiza la KSI.
Nunca se han clasificado para el Mundial ni a los Juegos Olímpicos, pero han disputado cuatro ediciones de la Eurocopa, siendo su mejor resultado alcanzar los cuartos de final en 2013.

## Historia
La selección fue fundada en 1981. En su primer partido, el 20 de septiembre, perdieron 3-2 contra Escocia en Kilmarnock.
Entre 1982 y 1983 fueron una de las 16 selecciones que jugaron la clasificación para la primera edición de la Eurocopa. Su participación se saldó con un empate (2-2 en Noruega) y 5 derrotas.
Sin embargo, no participaron en la clasificación para las Eurocopas de 1987, 1989 ni 1991. Regresaron para la de 1993, y el 22 de junio de 1992 consiguieron su primera victoria oficial, un 2-1 sobre Escocia.
En las fases de clasificación para la Eurocopa 1997, el Mundial 1999, el Mundial 2003 y la Eurocopa 2005 alcanzaron la repesca, pero cayeron contra Inglaterra, Alemania, de nuevo Inglaterra y Noruega respectivamente.
En 2008 la selección islandesa consiguió su primer gran éxito, la clasificación para la Eurocopa 2009, tras acabar 2.ª en su grupo y superar a Irlanda en los play-offs por un global de 4-1. Perdieron los tres partidos de la fase de grupos: 1-3 contra Francia y 0-1 contra Alemania y Noruega.
Islandia se clasificó de nuevo para la Eurocopa 2013, superando esta vez a Ucrania en la repesca. En la fase de grupos, tras empatar contra Noruega (1-1) y perder contra Alemania (0-3), consiguió una victoria sobre Holanda (1-0) que le metió por primera vez en cuartos de final, donde nada pudo hacer contra la anfitriona Suecia (0-4).

## Resultados

### Eurocopa Femenina
| Año   | Ronda            | PJ | PG | PE | PP | GF | GC |
| ----- | ---------------- | -- | -- | -- | -- | -- | -- |
| 2009  | Fase de grupos   | 3  | 0  | 0  | 3  | 1  | 5  |
| 2013  | Cuartos de final | 4  | 1  | 1  | 2  | 2  | 8  |
| 2017  | Fase de grupos   | 3  | 0  | 0  | 3  | 1  | 6  |
| 2022  | Fase de grupos   | 3  | 0  | 3  | 0  | 3  | 3  |
| 2025  | Fase de grupos   | 3  | 0  | 0  | 3  | 3  | 7  |
| Total | 5/14             | 16 | 1  | 4  | 11 | 10 | 29 |

### Copa Mundial
| Año                            | Ronda        | Posición     | PJ           | PG           | PE           | PP           | GF           | GC           |
| ------------------------------ | ------------ | ------------ | ------------ | ------------ | ------------ | ------------ | ------------ | ------------ |
| China 1991                     | No clasificó | No clasificó | No clasificó | No clasificó | No clasificó | No clasificó | No clasificó | No clasificó |
| Suecia 1995                    | No clasificó | No clasificó | No clasificó | No clasificó | No clasificó | No clasificó | No clasificó | No clasificó |
| Estados Unidos 1999            | No clasificó | No clasificó | No clasificó | No clasificó | No clasificó | No clasificó | No clasificó | No clasificó |
| Estados Unidos 2003            | No clasificó | No clasificó | No clasificó | No clasificó | No clasificó | No clasificó | No clasificó | No clasificó |
| China 2007                     | No clasificó | No clasificó | No clasificó | No clasificó | No clasificó | No clasificó | No clasificó | No clasificó |
| Alemania 2011                  | No clasificó | No clasificó | No clasificó | No clasificó | No clasificó | No clasificó | No clasificó | No clasificó |
| Canadá 2015                    | No clasificó | No clasificó | No clasificó | No clasificó | No clasificó | No clasificó | No clasificó | No clasificó |
| Francia 2019                   | No clasificó | No clasificó | No clasificó | No clasificó | No clasificó | No clasificó | No clasificó | No clasificó |
| Australia y Nueva Zelanda 2023 | No clasificó | No clasificó | No clasificó | No clasificó | No clasificó | No clasificó | No clasificó | No clasificó |
| Brasil 2027                    | Por definir  | Por definir  | Por definir  | Por definir  | Por definir  | Por definir  | Por definir  | Por definir  |
| Total                          | 0/9          | -            | -            | -            | -            | -            | -            | -            |

### Copa de Algarve
| Año   | Resultado    | Partidos     | Ganados      | Empatados    | Perdidos     | GF           | GC           |
| ----- | ------------ | ------------ | ------------ | ------------ | ------------ | ------------ | ------------ |
| 1994  | No participó | No participó | No participó | No participó | No participó | No participó | No participó |
| 1995  | No participó | No participó | No participó | No participó | No participó | No participó | No participó |
| 1996  | 6.º puesto   | 4            | 1            | 1            | 2            | 4            | 6            |
| 1997  | 7.º puesto   | 4            | 0            | 1            | 3            | 1            | 12           |
| 1998  | No participó | No participó | No participó | No participó | No participó | No participó | No participó |
| 1999  | No participó | No participó | No participó | No participó | No participó | No participó | No participó |
| 2000  | No participó | No participó | No participó | No participó | No participó | No participó | No participó |
| 2001  | No participó | No participó | No participó | No participó | No participó | No participó | No participó |
| 2002  | No participó | No participó | No participó | No participó | No participó | No participó | No participó |
| 2003  | No participó | No participó | No participó | No participó | No participó | No participó | No participó |
| 2004  | No participó | No participó | No participó | No participó | No participó | No participó | No participó |
| 2005  | No participó | No participó | No participó | No participó | No participó | No participó | No participó |
| 2006  | No participó | No participó | No participó | No participó | No participó | No participó | No participó |
| 2007  | 9.º puesto   | 4            | 2            | 1            | 1            | 11           | 5            |
| 2008  | 7.º puesto   | 4            | 4            | 0            | 0            | 12           | 1            |
| 2009  | 6.º puesto   | 4            | 1            | 0            | 3            | 3            | 5            |
| 2010  | 9.º puesto   | 4            | 1            | 0            | 3            | 6            | 10           |
| 2011  | 2.º puesto   | 4            | 3            | 0            | 1            | 7            | 6            |
| 2012  | 6.º puesto   | 4            | 1            | 0            | 3            | 3            | 8            |
| 2013  | 9.º puesto   | 4            | 1            | 0            | 3            | 5            | 11           |
| 2014  | 3.º puesto   | 4            | 3            | 0            | 1            | 5            | 7            |
| 2015  | 10.º puesto  | 4            | 0            | 1            | 3            | 0            | 5            |
| 2016  | 3.º puesto   | 4            | 2            | 1            | 1            | 7            | 4            |
| 2017  | 9.º puesto   | 4            | 1            | 2            | 1            | 3            | 4            |
| 2018  | 9.º puesto   | 4            | 0            | 3            | 1            | 2            | 3            |
| 2019  | 9.º puesto   | 3            | 1            | 1            | 1            | 5            | 5            |
| Total | 15/26        | 59           | 21           | 11           | 27           | 74           | 92           |

### Pinatar Cup
| Año  | Resultado  | Partidos | Ganados | Empatados | Perdidos | GF | GC |
| ---- | ---------- | -------- | ------- | --------- | -------- | -- | -- |
| 2020 | 2.º puesto | 3        | 2       | 0         | 1        | 2  | 1  |

## Últimos y próximos encuentros
Actualizado al último partido jugado el 29 de noviembre de 2024
| Fecha      | Ciudad                | Local          | Resultado | Visitante | Competición                    |
| ---------- | --------------------- | -------------- | --------- | --------- | ------------------------------ |
| 27-10-2024 | Nashville             | Estados Unidos | 3:1       | Islandia  | Partido amistoso               |
| 29-11-2024 | San Pedro del Pinatar | Islandia       | 0:0       | Canadá    | Partido amistoso               |
| 02-12-2024 | Murcia                | Dinamarca      | -:-       | Islandia  | Partido amistoso               |
| 21-02-2025 | TBD                   | Suiza          | -:-       | Islandia  | Liga de Naciones Femenil 25/26 |
| 25-02-2025 | TBD                   | Suiza          | -:-       | Islandia  | Liga de Naciones Femenil 25/26 |
| 04-04-2025 | Reikiavik             | Islandia       | -:-       | Noruega   | Liga de Naciones Femenil 25/26 |
| 08-04-2025 | Reikiavik             | Islandia       | -:-       | Suiza     | Liga de Naciones Femenil 25/26 |
| 30-05-2025 | TBD                   | Noruega        | -:-       | Islandia  | Liga de Naciones Femenil 25/26 |
| 03-06-2025 | Reikiavik             | Islandia       | -:-       | Francia   | Liga de Naciones Femenil 25/26 |

## Jugadoras

### Última convocatoria
Jugadoras convocadas para la Eurocopa Femenina 2025.
Entrenador:  Þorsteinn Halldórsson
| No. | Pos. | Jugadora                     | Fecha de nacimiento (edad)         | Apa. | Goles | Club             |
| --- | ---- | ---------------------------- | ---------------------------------- | ---- | ----- | ---------------- |
| 1   | POR  | Cecilía Rúnarsdóttir         | 26 de julio de 2003 (21 años)      | 17   | 0     | Inter de Milán   |
| 12  | POR  | Telma Ívarsdóttir            | 30 de marzo de 1999 (26 años)      | 12   | 0     | Rangers          |
| 13  | POR  | Fanney Birkisdóttir          | 17 de marzo de 2005 (20 años)      | 8    | 0     | Häcken           |
|     |      |                              |                                    |      |       |                  |
| 4   | DEF  | Glódís Perla Viggósdóttir    | 27 de junio de 1995 (30 años)      | 134  | 11    | Bayern de Múnich |
| 6   | DEF  | Ingibjörg Sigurðardóttir     | 7 de octubre de 1997 (27 años)     | 72   | 2     | Brøndby          |
| 11  | DEF  | Natasha Anasi                | 2 de octubre de 1991 (33 años)     | 8    | 1     | Valur            |
| 18  | DEF  | Guðrún Arnardóttir           | 29 de julio de 1995 (29 años)      | 49   | 1     | Rosengård        |
| 20  | DEF  | Guðný Árnadóttir             | 29 de julio de 2000 (24 años)      | 38   | 0     | Kristianstads    |
| 21  | DEF  | Hafrún Halldórsdóttir        | 1 de octubre de 2002 (22 años)     | 16   | 1     | Brøndby          |
|     |      |                              |                                    |      |       |                  |
| 2   | MED  | Berglind Rós Ágústsdóttir    | 28 de julio de 1995 (29 años)      | 18   | 1     | Valur            |
| 5   | MED  | Sædís Heiðarsdóttir          | 16 de septiembre de 2004 (20 años) | 17   | 0     | Vålerenga        |
| 7   | MED  | Karólína Lea Vilhjálmsdóttir | 8 de agosto de 2001 (23 años)      | 51   | 14    | Bayer Leverkusen |
| 8   | MED  | Alexandra Jóhannsdóttir      | 19 de marzo de 2000 (25 años)      | 52   | 6     | Kristianstads    |
| 10  | MED  | Dagný Brynjarsdóttir         | 10 de agosto de 1991 (33 años)     | 116  | 38    | West Ham United  |
| 15  | MED  | Katla Tryggvadóttir          | 5 de mayo de 2005 (20 años)        | 5    | 0     | Kristianstads    |
| 16  | MED  | Hildur Antonsdóttir          | 18 de septiembre de 1995 (29 años) | 34   | 2     | Madrid CFF       |
| 19  | MED  | Áslaug Munda Gunnlaugsdóttir | 2 de junio de 2001 (24 años)       | 20   | 0     | Breiðablik       |
|     |      |                              |                                    |      |       |                  |
| 3   | DEL  | Sandra Jessen                | 18 de enero de 1995 (30 años)      | 51   | 6     | Þór/KA           |
| 9   | DEL  | Diljá Ýr Zomers              | 11 de noviembre de 2001 (23 años)  | 16   | 2     | Leuven           |
| 14  | DEL  | Hlín Eiríksdóttir            | 12 de junio de 2000 (25 años)      | 47   | 6     | Leicester City   |
| 17  | DEL  | Agla María Albertsdóttir     | 5 de agosto de 1999 (25 años)      | 58   | 4     | Breiðablik       |
| 22  | DEL  | Amanda Andradóttir           | 18 de diciembre de 2003 (21 años)  | 20   | 2     | Twente           |
| 23  | DEL  | Sveindís Jane Jónsdóttir     | 5 de junio de 2001 (24 años)       | 48   | 12    | Wolfsburgo       |

## Historial
Actualizado a los partidos jugados el 10 de marzo de 2020
Jugadoras actuales en naranja

### Jugadoras con más partidos
|    | Nombre                     | Período       | Partidos |
| -- | -------------------------- | ------------- | -------- |
| 1  | Katrín Jónsdóttir          | 1994–2013     | 133      |
| 2  | Sara Björk Gunnarsdóttir   | 2007–2023     | 131      |
| 3  | Margrét Lára Viðarsdóttir  | 2003–2019     | 124      |
| 4  | Dóra María Lárusdóttir     | 2003–2017     | 114      |
| 5  | Hólmfríður Magnúsdóttir    | 2003–2017     | 112      |
| 5  | Hallbera Guðný Gísladóttir | 2008–presente | 112      |
| 7  | Fanndís Friðriksdóttir     | 2009–presente | 109      |
| 8  | Þóra Björg Helgadóttir     | 1998–2014     | 108      |
| 9  | Edda Garðarsdóttir         | 1997–2013     | 103      |
| 10 | Rakel Hönnudóttir          | 2008-presente | 102      |

### Máximas goleadoras
|   | Nombre                    | Período       | Goles | Partidos | Goles/Partidos |
| - | ------------------------- | ------------- | ----- | -------- | -------------- |
| 1 | Margrét Lára Viðarsdóttir | 2003–2019     | 79    | 124      | 0,64           |
| 2 | Hólmfríður Magnúsdóttir   | 2003–2017     | 37    | 112      | 0,33           |
| 3 | Dagný Brynjarsdóttir      | 2010–presente | 26    | 88       | 0,30           |
| 4 | Ásthildur Helgadóttir     | 1993-2007     | 23    | 69       | 0,33           |
| 5 | Katrín Jónsdóttir         | 1994-2013     | 21    | 133      | 0,16           |
| 6 | Sara Björk Gunnarsdóttir  | 2007-2023     | 20    | 131      | 0,15           |